# Vidas imaginarias
Vidas imaginarias (Vies Imaginaires en francés) es un libro de relatos escrito por Marcel Schwob en 1896.
Todos los relatos tienen un carácter biográfico y para su escritura, en palabras de Jorge Luis Borges, Schwob «inventó un método curioso. Los protagonistas son reales; los hechos pueden ser fabulosos y no pocas veces fantásticos. El sabor peculiar de esta obra está en ese vaivén».
Un Prefacio del autor precede a los relatos. En él, Schwob especula sobre los métodos biográficos seguidos por escritores que le han precedido (Diógenes Laercio, James Boswell, John Aubrey), afirmando que «el arte del biógrafo consistiría en dar el mismo valor a la vida de un pobre actor que a la vida de Shakespeare».

## Relatos
| - Empédocles Supuesto dios - Eróstrato Incendiario - Crates, cínico - Séptima, encantadora - Lucrecio, poeta - Clodia, matrona impúdica - Petronio, novelista - Sufrah, geomántico - Frate Dolcino, hereje - Cecco Angiolieri, poeta rencoroso - Paolo Uccello, pintor | - Nicolás Loyseleur, juez - Katherine La Encajera, moza enamorada - Alain Le Gentil, soldado - Gabriel Spenser, actor - Pocahontas, princesa - Cyril Tourneur, poeta trágico - William Phips, pescador de tesoros - El capitán Kid, pirata - Waltr Kennedy, pirata analfabeto - El mayor Stede Bonnet, pirata por humor - Señores Burke y Hare, asesinos |  |